# 西日本アカデミー航空専門学校
西日本アカデミー航空専門学校（にしにほんアカデミーくうこうせんもんがっこう、旧西日本アカデミー専門学校）は、福岡県福岡市にある航空に関する専修学校。学校法人時習学館が運営主体。理事長は菊地和朗。

## 沿革
2022年度（2022年4月1日~2023年3月31日）事業報告書より
- 1981年4月 - 福岡市早良区に学習塾福稜館の一部門として創立
- 1983年10月 - 学生数増加により、福岡市中央区に校舎を移転
- 1986年
  - 3月31日 - 専門学校西日本アカデミー設置認可
  - 4月 - 校舎の新築・移転
- 1995年3月 - 文部省より専門士認定校の許可を受ける[2]
- 1997年4月 - 文部省より学校法人の認可を受ける。エアポートビジネスコースを新たに設置
- 2010年9月 - 校舎老朽化に伴い現在の校舎(福岡市南区大橋4丁目13-27)に移転
- 2013年4月 - 西日本アカデミー航空専門学校に改称[2]
- 2017年4月 - 国際コミュニケーション学科を設置
- 2019年4月 - 国際コミュニケーション学科にグランドハンドリングコースを新設
- 2021年4月 - DXビジネス学科1年制を設置
- 2022年4月 -  DX ビジネス学科2年制を設置
- 2024年
  - 4月 -  西日本アカデミー専門学校に改称[3]
  - 4月 -  通信学科を設置

## 設置課程・学科
- 商業実務専門課程
  - 航空ビジネス学科
    - キャビンアテンダントコース
    - グランドスタッフコース
    - エアライン留学コース
    - エアラインスペシャリストコース

  - 国際コミュニケーション学科
    - グランドハンドリングコース

  - 通信制学科

## 所在地
- 〒815-0033 福岡市南区大橋4丁目13-27